# Шаванон (виадук)
Виадук Шаванон (фр. Viaduc du Chavanon) — автомобильный висячий мост во Франции, пересекает долину одноимённой реки. Расположен на границе коммун Мерлин (департамент Коррез) и Мессе (департамент Пюи-де-Дом). Является частью французской автострады A89.
Строительство моста началось в сентябре 1997 года. Возведение пилонов было завершено к июлю 1998 года. С ноября 1998 года по май 1999 года проводилось монтирование центральной несущей балки, с июля 1999 года по октябрь 1999 года — дорожного полотна. Официально открыт для движения президентом Жаком Шираком 3 марта 2000 года.
Общая длина виадука Шаванон составляет 360 м. Длина основного пролёта равна 300 м, таким образом, на данный момент он занимает 101 позицию в рейтинге самых длинных висячих мостов и третью среди самых длинных висячих мостов Франции. Высота пилонов моста равна 77,6 м. Ширина моста составляет 22 м, дорожное полотно вмещает 4 автомобильные полосы. Высота дорожного полотна над водной поверхностью усреднённо составляет около 100 метров. Всего на постройку моста было затрачено 210 млн франков (32 млн евро).

## Галерея
- Схема виадука (вид сбоку)
- Схема виадука (поперечный разрез)